# Änglalåtar
Änglalåtar är ett studioalbum från 1976 av dansbandet Schytts. Albumet tillägnades IFK Göteborg.

## Låtlista
1. Heja Blåvitt
2. Här kommer Änglarna (Glory, Glory Hallelujah)
3. Lika blå som dina ögon
4. Spela din sång
5. Leffe Boy
6. En spännande dag för Josefine
7. Det ska va' vitt (det ska va' blått)
8. Blåvitt-blåvitt (What You've Done to Me)
9. IFK-marsch (When the Saints Go Marching In)
10. Aj, aj, aj (Det rasslar uti nätet) (Aj, aj, aj)
11. Så förlåt
12. Det sa bom
13. Rock-Johnny
14. Only Sixteen
15. Per Uggla
16. Då e' vi me' (Vi hänger me')

### Fotnoter
1. ↑  ”Änglalåtar”. Svensk mediedatabas. 14 mars 1976. https://smdb.kb.se/catalog/id/001555236. Läst 1 mars 2020.
2. ↑  Mia Thornberg (24 april 2009). ”Hitparad med Schytts när Hela huset svänger” (på svenska). TTELA. https://www.ttela.se/n%C3%B6je/musik/hitparad-med-schytts-n%C3%A4r-hela-huset-sv%C3%A4nger-1.2981006. Läst 1 mars 2020.